# Tiffany Yellow Diamond
Tiffany Yellow Diamond er en af de største gule diamanter; den vejede 287,42 karat (57.484 g), da den blev opdaget i 1878 i Kimberley-minen i Sydafrika og blev slebet i (cushion) pudeform på 128,54 karat (25.108 g) med 82 facetter (24 mere end den traditionelle runde brillant) for at maksimere diamantens brillans. Facetmønsteret har otte nåleagtige facetter, der peger udad fra bundfacetten. Diamanthistoriker Herbert Tillander refererer til den som et "stjerneglimtende snit" og placerer den i sin bog "Diamond Cuts in Historic Jewelry - 1381 to 1910" (1995) blandt diamanter som: The Cullinan Diamond, Koh- I-Noor, Polar Star og Wittelsbach.

## Historie
Diamanten blev fundet i Sydafrika i 1877 og købt af New York-juveleren Charles Tiffany. Tiffanys gemmolog, George Frederick Kunz, studerede stenen i et år, før slibningen begyndte. Diamanten blev reduceret fra 287 karat (57,5 g) til dens nuværende størrelse. Slibningen blev udført i Paris. Den blev monteret af Jean Schlumberger. 
 I 1879 fik Tiffany-filialen i Paris Tiffany Diamond. Det var den største gule diamant på det tidspunkt. Ansvaret for slibningen  havde George Frederick Kunz (1856-1932), en 23 år gammel gemmolog, der lige var blevet ansat i firmaet. Kunz tilføjede yderligere 32 facetter til stenen. Det bragte det samlede antal facetter op på 90. Resultatet giver meget lys til øjet. Store diamanter af sammenlignelig brillans blev ikke værdsat før langt ind i det 20. århundrede. :3–4  
Stenen blev lånt af Tiffany & Co. til Smithsonian National Museum of Natural History i Washington DC fra 18. april 2007 til 23. september 2007.  Jeffrey E. Post, museets ædelstenskurator, udtalte, at det var den største diamant udstillet i USA. Den berømte Hope Diamond vejer kun 45,5 karat. Det er omkring en tredjedel af Tiffany Yellow Diamond.
Man kender kun tre kvinder, der har båret diamanten:
- Mrs. E. Sheldon Whitehouse ved Tiffany Ball i 1957 i Newport i Rhode Island; til lejligheden placeret i en halskæde med hvide diamanter.
[3]
- Audrey Hepburn, der bar diamanten ved reklamefotografier for filmen Breakfast at Tiffany's i 1961.
- Lady Gaga, der bar diamanten til den 91. Oscaruddeling, mens hun sang "Shallow" fra filmen A Star Is Born med Bradley Cooper.